# Sven Werner (ingenjör)
Sven Werner, född 1952 i Vänersborg, är sedan 2007 professor i energiteknik vid Högskolan i Halmstad. Hans forskning är inriktad på fjärrvärmesystem. Mellan 1999 och 2006 var han adjungerad professor i fjärrvärme vid Chalmers.
Werner tog civilingenjörsexamen vid Chalmers 1977. Han inledde doktorandstudier 1978 och disputerade 1984 med avhandling om fjärrvärmesystem.